# Élections départementales de 2015 dans les Ardennes
Les élections départementales ont lieu les 22 et 29 mars 2015.

## Contexte départemental

### Assemblée départementale sortante
Avant les élections, le conseil général des Ardennes est présidé par Benoît Huré (UMP). Il comprend 37 conseillers généraux issus des 37 cantons des Ardennes. Après le redécoupage cantonal de 2014, ce sont 38 conseillers départementaux qui seront élus au sein des 19 nouveaux cantons des Ardennes.
| Parti                             | Sigle | Sigle | Élus |
| --------------------------------- | ----- | ----- | ---- |
| Majorité (21 sièges)              |       |       |      |
| Union pour un mouvement populaire |       | UMP   | 15   |
| Divers droite                     |       | DVD   | 5    |
| Mouvement démocrate               |       | MoDem | 1    |
| Opposition (14 sièges)            |       |       |      |
| Parti socialiste                  |       | PS    | 11   |
| Divers gauche                     |       | DVG   | 3    |
| Divers (2 sièges)                 |       |       |      |
| Sans étiquette                    |       | SE    | 2    |
| Président du Conseil général      |       |       |      |
| Benoît Huré (UMP)                 |       |       |      |

### Assemblée départementale élue
| Parti                                | Sigle | Sigle | Élus |
| ------------------------------------ | ----- | ----- | ---- |
| Majorité (31 sièges)                 |       |       |      |
| Divers droite                        |       | DVD   | 21   |
| Union pour un mouvement populaire    |       | UMP   | 6    |
| Union des démocrates et indépendants |       | UDI   | 3    |
| Debout la France                     |       | DLF   | 1    |
| Opposition (7 sièges)                |       |       |      |
| Parti socialiste                     |       | PS    | 4    |
| Divers gauche                        |       | DVG   | 3    |
| Président du Conseil départemental   |       |       |      |
| Benoît Huré (UMP)                    |       |       |      |

## Résultats à l'échelle du département

### Résultats par nuances du ministère de l'Intérieur
Les nuances utilisées par le ministère de l'Intérieur ne tiennent pas compte des alliances locales.
| Binômes     | Binômes            | Premier tour | Premier tour | Second tour | Second tour | Sièges |
| Binômes     | Binômes            | Voix         | %            | Voix        | %           | Sièges |
| ----------- | ------------------ | ------------ | ------------ | ----------- | ----------- | ------ |
|             | Union de la droite | 25 535       | 28,32        | 31 207      | 38,01       | 24     |
|             | DVD                | 9 476        | 10,51        | 7 176       | 8,74        | 4      |
|             | UMP                | 1 102        | 1,22         |             |             |        |
|             | UDI                | 950          | 1,05         | 1 892       | 2,30        | 2      |
| Droite      | Droite             | 37 063       | 41,10        | 40 275      | 49,05       | 30     |
|             |                    |              |              |             |             |        |
|             | FN                 | 27 671       | 30,69        | 26 137      | 31,84       | 0      |
|             |                    |              |              |             |             |        |
|             | DVG                | 10 198       | 11,31        | 8 105       | 9,87        | 4      |
|             | Union de la gauche | 5 890        | 6,53         | 4 846       | 5,90        | 2      |
|             | PCF                | 4 315        | 4,79         |             |             |        |
|             | PS                 | 3 739        | 4,15         | 2 731       | 3,33        | 2      |
|             | FG                 | 670          | 0,74         |             |             |        |
| Gauche      | Gauche             | 24 812       | 27,52        | 15 682      | 19,10       | 8      |
|             |                    |              |              |             |             |        |
|             | Divers             | 612          | 0,68         |             |             |        |
|             |                    |              |              |             |             |        |
| Inscrits    | Inscrits           | 194 892      | 100,00       | 183 867     | 100,00      |        |
| Abstentions | Abstentions        | 100 027      | 51,32        | 94 933      | 51,63       |        |
| Votants     | Votants            | 94 865       | 48,68        | 88 934      | 48,37       |        |
| Blancs      | Blancs             | 3 293        | 3,47         | 4 781       | 5,38        |        |
| Nuls        | Nuls               | 1 414        | 1,49         | 2 059       | 2,32        |        |
| Exprimés    | Exprimés           | 90 158       | 95,04        | 82 094      | 92,31       |        |

### Résultats par canton
| Canton                   | Conseiller sortant   | Parti                       | Parti       | Conseiller élu          | Parti           | Parti           |
| ------------------------ | -------------------- | --------------------------- | ----------- | ----------------------- | --------------- | --------------- |
| Asfeld                   | Mireille Gatinois*   |                             | UMP         | Canton supprimé         | Canton supprimé | Canton supprimé |
| Attigny                  | Noël Bourgeois       |                             | UMP         | Dominique Arnould       |                 | DVD             |
| Attigny                  | Noël Bourgeois       | Noël Bourgeois              | UMP         |                         | UMP             |                 |
| Bogny-sur-Meuse          | Canton créé          | Canton créé                 | Canton créé | Élisabeth Bonillo-Deram |                 | DVG             |
| Bogny-sur-Meuse          | Canton créé          | Canton créé                 | Canton créé | Érik Pilardeau          |                 | PS              |
| Buzancy                  | Pierre Vernel*       |                             | UMP         | Canton supprimé         | Canton supprimé | Canton supprimé |
| Carignan                 | Joseph Pluta         |                             | DVD         | Sylvie Tordo            |                 | DVD             |
| Carignan                 | Joseph Pluta         | Marc Wathy                  | DVD         |                         | DVD             |                 |
| Charleville-Centre       | Christophe Léonard   |                             | PS          | Canton supprimé         | Canton supprimé | Canton supprimé |
| Charleville-La Houillère | Boris Ravignon*      |                             | UMP         | Canton supprimé         | Canton supprimé | Canton supprimé |
| Charleville-Mézières-1   | Canton créé          | Canton créé                 | Canton créé | Michel Normand          |                 | DVD             |
| Charleville-Mézières-1   | Canton créé          | Canton créé                 | Canton créé | Nathalie Robcis         |                 | DVD             |
| Charleville-Mézières-2   | Canton créé          | Canton créé                 | Canton créé | Pierre Cordier          |                 | DVD             |
| Charleville-Mézières-2   | Canton créé          | Canton créé                 | Canton créé | Catherine Degembe       |                 | DVD             |
| Charleville-Mézières-3   | Canton créé          | Canton créé                 | Canton créé | Robert Chauderlot       |                 | DLF             |
| Charleville-Mézières-3   | Canton créé          | Canton créé                 | Canton créé | Else Joseph             |                 | UMP             |
| Charleville-Mézières-4   | Canton créé          | Canton créé                 | Canton créé | Jean-François Leclet    |                 | UDI             |
| Charleville-Mézières-4   | Canton créé          | Canton créé                 | Canton créé | Marie-José Moser        |                 | UDI             |
| Château-Porcien          | Thierry Dion*        |                             | UMP         | Renaud Averly           |                 | DVD             |
| Château-Porcien          | Thierry Dion*        | Bérengère Poletti           | UMP         |                         | UMP             |                 |
| Chaumont-Porcien         | Guy Camus*           |                             | UMP         | Canton supprimé         | Canton supprimé | Canton supprimé |
| Le Chesne                | Jacques Morlacchi*   |                             | DVG         | Canton supprimé         | Canton supprimé | Canton supprimé |
| Flize                    | Hugues Mahieu        |                             | PS          | Canton supprimé         | Canton supprimé | Canton supprimé |
| Fumay                    | Benoit Sonnet        |                             | PS          | Canton supprimé         | Canton supprimé | Canton supprimé |
| Givet                    | Claude Wallendorff   |                             | SE          | Isabelle Coquet         |                 | DVD             |
| Givet                    | Claude Wallendorff   | Claude Wallendorff          | SE          |                         | DVD             |                 |
| Grandpré                 | Dominique Arnould    |                             | DVD         | Canton supprimé         | Canton supprimé | Canton supprimé |
| Juniville                | Bertrand Jénin       |                             | PS          | Canton supprimé         | Canton supprimé | Canton supprimé |
| Machault                 | Dominique Guérin     |                             | UMP         | Canton supprimé         | Canton supprimé | Canton supprimé |
| Mézières-Centre-Ouest    | Pierre Pandini       |                             | DVG         | Canton supprimé         | Canton supprimé | Canton supprimé |
| Mézières-Est             | Bruno François       |                             | PS          | Canton supprimé         | Canton supprimé | Canton supprimé |
| Monthermé                | Erick Pilardeau      |                             | PS          | Canton supprimé         | Canton supprimé | Canton supprimé |
| Monthois                 | Thierry Deglaire*    |                             | SE          | Canton supprimé         | Canton supprimé | Canton supprimé |
| Mouzon                   | Richard Wiblet*      |                             | SE          | Canton supprimé         | Canton supprimé | Canton supprimé |
| Nouvion-sur-Meuse        | Canton créé          | Canton créé                 | Canton créé | Brigitte Loizon         |                 | DVD             |
| Nouvion-sur-Meuse        | Canton créé          | Canton créé                 | Canton créé | Hugues Mahieu           |                 | PS              |
| Nouzonville              | Pierre Cordier       |                             | UMP         | Canton supprimé         | Canton supprimé | Canton supprimé |
| Novion-Porcien           | Jean-François Leclet |                             | UDI         | Canton supprimé         | Canton supprimé | Canton supprimé |
| Omont                    | Abelino Poletti      |                             | UMP         | Canton supprimé         | Canton supprimé | Canton supprimé |
| Raucourt-et-Flaba        | Véronique Duru       |                             | SE          | Canton supprimé         | Canton supprimé | Canton supprimé |
| Renwez                   | Gérard Drumel*       |                             | DVG         | Canton supprimé         | Canton supprimé | Canton supprimé |
| Rethel                   | Joseph Afribo        |                             | DVD         | Joseph Afribo           |                 | DVD             |
| Rethel                   | Joseph Afribo        | Michèle Larange-Lozano Rios | DVD         |                         | DVD             |                 |
| Revin                    | Dominique Ruelle     |                             | PS          | Dominique Ruelle        |                 | PS              |
| Revin                    | Dominique Ruelle     | Benoît Sonnet               | PS          |                         | PS              |                 |
| Rocroi                   | Michel Sobanska*     |                             | UMP         | Noëlle Devie            |                 | UMP             |
| Rocroi                   | Michel Sobanska*     | Benoît Huré                 | UMP         |                         | UMP             |                 |
| Rumigny                  | Patrick Demorgny     |                             | DVD         | Canton supprimé         | Canton supprimé | Canton supprimé |
| Sedan-1                  | Canton créé          | Canton créé                 | Canton créé | Jean Godard             |                 | DVD             |
| Sedan-1                  | Canton créé          | Canton créé                 | Canton créé | Évelyne Welter          |                 | UDI             |
| Sedan-2                  | Canton créé          | Canton créé                 | Canton créé | Anne Dumay              |                 | DVD             |
| Sedan-2                  | Canton créé          | Canton créé                 | Canton créé | Thierry Maljean         |                 | UMP             |
| Sedan-3                  | Canton créé          | Canton créé                 | Canton créé | Odile Berteloodt        |                 | DVD             |
| Sedan-3                  | Canton créé          | Canton créé                 | Canton créé | André Drouard           |                 | DVD             |
| Sedan-Est                | Christian Apothéloz* |                             | PS          | Canton supprimé         | Canton supprimé | Canton supprimé |
| Sedan-Nord               | Rachelle Louis       |                             | PS          | Canton supprimé         | Canton supprimé | Canton supprimé |
| Sedan-Ouest              | Evelyne Welter       |                             | UDI         | Canton supprimé         | Canton supprimé | Canton supprimé |
| Signy-l'Abbaye           | Elisabeth Faille     |                             | DVD         | Patrick Demorgny        |                 | DVD             |
| Signy-l'Abbaye           | Elisabeth Faille     | Élisabeth Faille            | DVD         |                         | DVD             |                 |
| Signy-le-Petit           | Benoît Huré          |                             | UMP         | Canton supprimé         | Canton supprimé | Canton supprimé |
| Tourteron                | Marc Laménie*        |                             | UMP         | Canton supprimé         | Canton supprimé | Canton supprimé |
| Villers-Semeuse          | Jérémy Dupuy         |                             | SE          | Jérémy Dupuy            |                 | DVG             |
| Villers-Semeuse          | Jérémy Dupuy         | Dominique Nicolas-Viot      | SE          |                         | DVG             |                 |
| Vouziers                 | Claude Ancelme*      |                             | PS          | Yann Dugard             |                 | DVD             |
| Vouziers                 | Claude Ancelme*      | Anne Fraipont               | PS          |                         | DVD             |                 |

* Conseillers généraux sortants ne se représentant pas

## Résultats par canton

### Canton d'Attigny
| Candidats            | Candidats          | Partis      | Partis      | Premier tour | Premier tour | Second tour | Second tour |
| Candidats            | Candidats          | Partis      | Partis      | Voix         | %            | Voix        | %           |
| -------------------- | ------------------ | ----------- | ----------- | ------------ | ------------ | ----------- | ----------- |
| 1                    | Soiny Decloux      |             | DVD         | 1 347        | 24,35        |             |             |
| 1                    | Dominique Guérin*  |             | DVD         | 1 347        | 24,35        |             |             |
| 2                    | Éric Dureux        |             | FN          | 1 655        | 29,92        | 2 115       | 40,92       |
| 2                    | Élodie Lacroix     |             | FN          | 1 655        | 29,92        | 2 115       | 40,92       |
| 3                    | Dominique Arnould* |             | DVD         | 2 014        | 36,41        | 3 054       | 59,08       |
| 3                    | Noël Bourgeois     |             | DVD         | 2 014        | 36,41        | 3 054       | 59,08       |
| 4                    | Fabien Lambinet    |             | DVG         | 516          | 9,33         |             |             |
| 4                    | Galina Macquart    |             | DVG         | 516          | 9,33         |             |             |
|                      |                    |             |             |              |              |             |             |
| Inscrits             | Inscrits           | Inscrits    | Inscrits    | 9 822        | 100,00       | 9 828       | 100,00      |
| Abstentions          | Abstentions        | Abstentions | Abstentions | 3 918        | 39,89        | 4 028       | 40,98       |
| Votants              | Votants            | Votants     | Votants     | 5 904        | 60,11        | 5 800       | 59,02       |
| Blancs               | Blancs             | Blancs      | Blancs      | 254          | 4,3          | 479         | 8,26        |
| Nuls                 | Nuls               | Nuls        | Nuls        | 118          | 2            | 152         | 2,62        |
| Exprimés             | Exprimés           | Exprimés    | Exprimés    | 5 532        | 93,7         | 5 169       | 89,12       |
| * conseiller sortant |                    |             |             |              |              |             |             |

### Canton de Bogny-sur-Meuse
| Candidats   | Candidats               | Partis      | Partis      | Premier tour | Premier tour | Second tour | Second tour |
| Candidats   | Candidats               | Partis      | Partis      | Voix         | %            | Voix        | %           |
| ----------- | ----------------------- | ----------- | ----------- | ------------ | ------------ | ----------- | ----------- |
| 1           | Karine Laurent          |             | PCF         | 356          | 7,19         |             |             |
| 1           | Frédéric Pire           |             | PCF         | 356          | 7,19         |             |             |
| 2           | Serge Helin             |             | FN          | 2 177        | 43,97        | 2 274       | 44,4        |
| 2           | Raymonde Savin          |             | FN          | 2 177        | 43,97        | 2 274       | 44,4        |
| 3           | Élisabeth Bonillo-Deram |             | PS          | 2 418        | 48,84        | 2 848       | 55,6        |
| 3           | Erik Pilardeau          |             | PS          | 2 418        | 48,84        | 2 848       | 55,6        |
|             |                         |             |             |              |              |             |             |
| Inscrits    | Inscrits                | Inscrits    | Inscrits    | 11 184       | 100,00       | 11 184      | 100,00      |
| Abstentions | Abstentions             | Abstentions | Abstentions | 5 846        | 52,27        | 5 690       | 50,88       |
| Votants     | Votants                 | Votants     | Votants     | 5 338        | 47,73        | 5 494       | 49,12       |
| Blancs      | Blancs                  | Blancs      | Blancs      | 268          | 5,02         | 258         | 4,7         |
| Nuls        | Nuls                    | Nuls        | Nuls        | 119          | 2,23         | 114         | 2,07        |
| Exprimés    | Exprimés                | Exprimés    | Exprimés    | 4 951        | 92,75        | 5 122       | 93,23       |

### Canton de Carignan
| Candidats            | Candidats         | Partis      | Partis      | Premier tour | Premier tour | Second tour | Second tour |
| Candidats            | Candidats         | Partis      | Partis      | Voix         | %            | Voix        | %           |
| -------------------- | ----------------- | ----------- | ----------- | ------------ | ------------ | ----------- | ----------- |
| 1                    | Sylvie Tordo      |             | UMP         | 2 040        | 42,6         | 2 934       | 60,97       |
| 1                    | Marc Wathy        |             | UMP         | 2 040        | 42,6         | 2 934       | 60,97       |
| 2                    | Francis Beaupère  |             | FN          | 1 701        | 35,52        | 1 878       | 39,03       |
| 2                    | Marie-Annick Oury |             | FN          | 1 701        | 35,52        | 1 878       | 39,03       |
| 3                    | Michelle Fortier  |             | DVD         | 1 048        | 21,88        |             |             |
| 3                    | Joseph Pluta*     |             | DVD         | 1 048        | 21,88        |             |             |
|                      |                   |             |             |              |              |             |             |
| Inscrits             | Inscrits          | Inscrits    | Inscrits    | 11 607       | 100,00       | 11 606      | 100,00      |
| Abstentions          | Abstentions       | Abstentions | Abstentions | 6 325        | 54,49        | 6 355       | 54,76       |
| Votants              | Votants           | Votants     | Votants     | 5 282        | 45,51        | 5 251       | 45,24       |
| Blancs               | Blancs            | Blancs      | Blancs      | 378          | 7,16         | 329         | 6,27        |
| Nuls                 | Nuls              | Nuls        | Nuls        | 115          | 2,18         | 110         | 2,09        |
| Exprimés             | Exprimés          | Exprimés    | Exprimés    | 4 789        | 90,67        | 4 812       | 91,64       |
| * conseiller sortant |                   |             |             |              |              |             |             |

### Canton de Charleville-Mézières-1
| Candidats            | Candidats               | Partis      | Partis      | Premier tour | Premier tour | Second tour | Second tour |
| Candidats            | Candidats               | Partis      | Partis      | Voix         | %            | Voix        | %           |
| -------------------- | ----------------------- | ----------- | ----------- | ------------ | ------------ | ----------- | ----------- |
| 1                    | Michel Normand          |             | UMP         | 1 317        | 32,22        | 2 444       | 63,09       |
| 1                    | Nathalie Robcis         |             | UMP         | 1 317        | 32,22        | 2 444       | 63,09       |
| 2                    | Virginie Diseur         |             | FN          | 1 295        | 31,68        | 1 430       | 36,91       |
| 2                    | Guillaume Luczka        |             | FN          | 1 295        | 31,68        | 1 430       | 36,91       |
| 3                    | Béatrice Autier         |             | DVG         | 499          | 12,21        |             |             |
| 3                    | Pierre Pandini*         |             | DVG         | 499          | 12,21        |             |             |
| 4                    | Françoise Charlier      |             | PCF         | 486          | 11,89        |             |             |
| 4                    | Jean Levy               |             | PCF         | 486          | 11,89        |             |             |
| 5                    | Mezhoura Naït-Abdelaziz |             | PS          | 491          | 12,01        |             |             |
| 5                    | Thomas Paris            |             | PS          | 491          | 12,01        |             |             |
|                      |                         |             |             |              |              |             |             |
| Inscrits             | Inscrits                | Inscrits    | Inscrits    | 9 799        | 100,00       | 9 798       | 100,00      |
| Abstentions          | Abstentions             | Abstentions | Abstentions | 5 514        | 56,27        | 5 506       | 56,2        |
| Votants              | Votants                 | Votants     | Votants     | 4 285        | 43,73        | 4 292       | 43,8        |
| Blancs               | Blancs                  | Blancs      | Blancs      | 135          | 3,15         | 305         | 7,11        |
| Nuls                 | Nuls                    | Nuls        | Nuls        | 62           | 1,45         | 113         | 2,63        |
| Exprimés             | Exprimés                | Exprimés    | Exprimés    | 4 088        | 95,4         | 3 874       | 90,26       |
| * conseiller sortant |                         |             |             |              |              |             |             |

### Canton de Charleville-Mézières-2
| Candidats            | Candidats              | Partis      | Partis      | Premier tour | Premier tour | Second tour | Second tour |
| Candidats            | Candidats              | Partis      | Partis      | Voix         | %            | Voix        | %           |
| -------------------- | ---------------------- | ----------- | ----------- | ------------ | ------------ | ----------- | ----------- |
| 1                    | Michel Cuchet          |             | FG          | 335          | 6,40         |             |             |
| 1                    | Annie Pierson-Pierrard |             | PCF         | 335          | 6,40         |             |             |
| 2                    | Pierre Cordier*        |             | UMP         | 2 736        | 52,29        | 3 633       | 74,77       |
| 2                    | Catherine Degembe      |             | UMP         | 2 736        | 52,29        | 3 633       | 74,77       |
| 3                    | Guillaume Perret       |             | FN          | 1 170        | 22,36        | 1 226       | 25,23       |
| 3                    | Marie-France Suquet    |             | FN          | 1 170        | 22,36        | 1 226       | 25,23       |
| 4                    | Robert Colson          |             | DVG         | 991          | 18,94        |             |             |
| 4                    | Corinne Cornet         |             | DVG         | 991          | 18,94        |             |             |
|                      |                        |             |             |              |              |             |             |
| Inscrits             | Inscrits               | Inscrits    | Inscrits    | 11 382       | 100,00       | 11 380      | 100,00      |
| Abstentions          | Abstentions            | Abstentions | Abstentions | 5 960        | 52,36        | 6 044       | 53,11       |
| Votants              | Votants                | Votants     | Votants     | 5 422        | 47,64        | 5 336       | 46,89       |
| Blancs               | Blancs                 | Blancs      | Blancs      | 138          | 2,55         | 322         | 6,03        |
| Nuls                 | Nuls                   | Nuls        | Nuls        | 52           | 0,96         | 155         | 2,9         |
| Exprimés             | Exprimés               | Exprimés    | Exprimés    | 5 232        | 96,5         | 4 859       | 91,06       |
| * conseiller sortant |                        |             |             |              |              |             |             |

### Canton de Charleville-Mézières-3
| Candidats            | Candidats              | Partis      | Partis      | Premier tour | Premier tour | Second tour | Second tour |
| Candidats            | Candidats              | Partis      | Partis      | Voix         | %            | Voix        | %           |
| -------------------- | ---------------------- | ----------- | ----------- | ------------ | ------------ | ----------- | ----------- |
| 1                    | Julien Diseur          |             | FN          | 958          | 19,04        |             |             |
| 1                    | Jennifer Perret        |             | FN          | 958          | 19,04        |             |             |
| 2                    | Anne Lambert           |             | PS          | 1 389        | 27,61        | 1 998       | 42,06       |
| 2                    | Christophe Léonard*    |             | PS          | 1 389        | 27,61        | 1 998       | 42,06       |
| 3                    | Robert Chauderlot      |             | DLF         | 1 886        | 37,49        | 2 752       | 57,94       |
| 3                    | Else Joseph            |             | UMP         | 1 886        | 37,49        | 2 752       | 57,94       |
| 4                    | Sarah Leoni            |             | PCF         | 395          | 7,85         |             |             |
| 4                    | Fabien Warnet          |             | PCF         | 395          | 7,85         |             |             |
| 5                    | Dominique-Claire Henry |             | DVD         | 403          | 8,01         |             |             |
| 5                    | Abellino Poletti*      |             | DVD         | 403          | 8,01         |             |             |
|                      |                        |             |             |              |              |             |             |
| Inscrits             | Inscrits               | Inscrits    | Inscrits    | 11 015       | 100,00       | 11 015      | 100,00      |
| Abstentions          | Abstentions            | Abstentions | Abstentions | 5 778        | 52,46        | 5 865       | 53,25       |
| Votants              | Votants                | Votants     | Votants     | 5 237        | 47,54        | 5 150       | 46,75       |
| Blancs               | Blancs                 | Blancs      | Blancs      | 148          | 2,83         | 283         | 5,5         |
| Nuls                 | Nuls                   | Nuls        | Nuls        | 58           | 1,11         | 117         | 2,27        |
| Exprimés             | Exprimés               | Exprimés    | Exprimés    | 5 031        | 96,07        | 4 750       | 92,23       |
| * conseiller sortant |                        |             |             |              |              |             |             |

### Canton de Charleville-Mézières-4
| Candidats            | Candidats             | Partis      | Partis      | Premier tour | Premier tour | Second tour | Second tour |
| Candidats            | Candidats             | Partis      | Partis      | Voix         | %            | Voix        | %           |
| -------------------- | --------------------- | ----------- | ----------- | ------------ | ------------ | ----------- | ----------- |
| 1                    | Sylvain Dalla Rosa    |             | PCF         | 355          | 10,97        |             |             |
| 1                    | Isabelle Lajili       |             | PCF         | 355          | 10,97        |             |             |
| 2                    | Bruno François*       |             | DVG         | 361          | 11,16        |             |             |
| 2                    | Sandrine Istace       |             | DVG         | 361          | 11,16        |             |             |
| 3                    | Jean-François Leclet* |             | UDI         | 950          | 29,37        | 1 892       | 62,77       |
| 3                    | Marie-José Moser      |             | UDI         | 950          | 29,37        | 1 892       | 62,77       |
| 4                    | Maryse Flores         |             | PS          | 573          | 17,71        |             |             |
| 4                    | Brahim Fouzari        |             | PS          | 573          | 17,71        |             |             |
| 5                    | Yannick Gautier       |             | FN          | 996          | 30,79        | 1 122       | 37,23       |
| 5                    | Jacqueline Malzac     |             | FN          | 996          | 30,79        | 1 122       | 37,23       |
|                      |                       |             |             |              |              |             |             |
| Inscrits             | Inscrits              | Inscrits    | Inscrits    | 9 033        | 100,00       | 9 033       | 100,00      |
| Abstentions          | Abstentions           | Abstentions | Abstentions | 5 685        | 62,94        | 5 707       | 63,18       |
| Votants              | Votants               | Votants     | Votants     | 3 348        | 37,06        | 3 326       | 36,82       |
| Blancs               | Blancs                | Blancs      | Blancs      | 68           | 2,03         | 199         | 5,98        |
| Nuls                 | Nuls                  | Nuls        | Nuls        | 45           | 1,34         | 113         | 3,4         |
| Exprimés             | Exprimés              | Exprimés    | Exprimés    | 3 235        | 96,62        | 3 014       | 90,62       |
| * conseiller sortant |                       |             |             |              |              |             |             |

### Canton de Château-Porcien
| Candidats            | Candidats         | Partis      | Partis      | Premier tour | Premier tour |
| Candidats            | Candidats         | Partis      | Partis      | Voix         | %            |
| -------------------- | ----------------- | ----------- | ----------- | ------------ | ------------ |
| 1                    | Céline Articlaut  |             | PS          | 1 054        | 18,78        |
| 1                    | Bertrand Jenin*   |             | PS          | 1 054        | 18,78        |
| 2                    | Renaud Averly     |             | UMP         | 2 810        | 50,07        |
| 2                    | Bérengère Poletti |             | UMP         | 2 810        | 50,07        |
| 3                    | Gérard Baudet     |             | FN          | 1 748        | 31,15        |
| 3                    | Pascale Tassot    |             | FN          | 1 748        | 31,15        |
|                      |                   |             |             |              |              |
| Inscrits             | Inscrits          | Inscrits    | Inscrits    | 10 906       | 100,00       |
| Abstentions          | Abstentions       | Abstentions | Abstentions | 5 039        | 46,20        |
| Votants              | Votants           | Votants     | Votants     | 5 867        | 53,80        |
| Blancs               | Blancs            | Blancs      | Blancs      | 180          | 3,07         |
| Nuls                 | Nuls              | Nuls        | Nuls        | 75           | 1,28         |
| Exprimés             | Exprimés          | Exprimés    | Exprimés    | 5 612        | 95,65        |
| * conseiller sortant |                   |             |             |              |              |

### Canton de Givet
| Candidats   | Candidats          | Partis      | Partis      | Premier tour | Premier tour | Second tour | Second tour |
| Candidats   | Candidats          | Partis      | Partis      | Voix         | %            | Voix        | %           |
| ----------- | ------------------ | ----------- | ----------- | ------------ | ------------ | ----------- | ----------- |
| 1           | Nadine Gouget      |             | DVG         | 777          | 19,11        |             |             |
| 1           | Philippe Husson    |             | DVG         | 777          | 19,11        |             |             |
| 2           | Isabelle Coquet    |             | UMP         | 1 827        | 44,94        | 2 524       | 66,77       |
| 2           | Claude Wallendorff |             | UMP         | 1 827        | 44,94        | 2 524       | 66,77       |
| 3           | Gérard Pirotte     |             | FN          | 1 108        | 27,26        | 1 256       | 33,23       |
| 3           | Karine Toussaint   |             | FN          | 1 108        | 27,26        | 1 256       | 33,23       |
| 4           | Françoise Carette  |             | DVG         | 353          | 8,68         |             |             |
| 4           | Frédéric Thibault  |             | DVG         | 353          | 8,68         |             |             |
|             |                    |             |             |              |              |             |             |
| Inscrits    | Inscrits           | Inscrits    | Inscrits    | 9 772        | 100,00       | 9 772       | 100,00      |
| Abstentions | Abstentions        | Abstentions | Abstentions | 5 516        | 56,45        | 5 595       | 57,26       |
| Votants     | Votants            | Votants     | Votants     | 4 256        | 43,55        | 4 177       | 42,74       |
| Blancs      | Blancs             | Blancs      | Blancs      | 145          | 3,41         | 255         | 6,1         |
| Nuls        | Nuls               | Nuls        | Nuls        | 46           | 1,08         | 142         | 3,4         |
| Exprimés    | Exprimés           | Exprimés    | Exprimés    | 4 065        | 95,51        | 3 780       | 90,5        |

### Canton de Nouvion-sur-Meuse
| Candidats   | Candidats        | Partis      | Partis      | Premier tour | Premier tour | Second tour | Second tour |
| Candidats   | Candidats        | Partis      | Partis      | Voix         | %            | Voix        | %           |
| ----------- | ---------------- | ----------- | ----------- | ------------ | ------------ | ----------- | ----------- |
| 1           | Brigitte Loizon  |             | DVG         | 1 679        | 31,94        | 2 098       | 37,65       |
| 1           | Hugues Mahieu    |             | DVG         | 1 679        | 31,94        | 2 098       | 37,65       |
| 2           | Émeric Copinne   |             | FN          | 1 660        | 31,58        | 1 633       | 29,31       |
| 2           | Elzbieta Greda   |             | FN          | 1 660        | 31,58        | 1 633       | 29,31       |
| 3           | Béatrice Bonnin  |             | UMP         | 1 595        | 30,34        | 1 841       | 33,04       |
| 3           | Jean-Luc Claude  |             | UMP         | 1 595        | 30,34        | 1 841       | 33,04       |
| 4           | Micheline Neiva  |             | PCF         | 323          | 6,14         |             |             |
| 4           | Romain Petitfils |             | PCF         | 323          | 6,14         |             |             |
|             |                  |             |             |              |              |             |             |
| Inscrits    | Inscrits         | Inscrits    | Inscrits    | 10 623       | 100,00       | 10 622      | 100,00      |
| Abstentions | Abstentions      | Abstentions | Abstentions | 5 109        | 48,09        | 4 844       | 45,6        |
| Votants     | Votants          | Votants     | Votants     | 5 514        | 51,91        | 5 778       | 54,4        |
| Blancs      | Blancs           | Blancs      | Blancs      | 174          | 3,16         | 136         | 2,35        |
| Nuls        | Nuls             | Nuls        | Nuls        | 83           | 1,51         | 70          | 1,21        |
| Exprimés    | Exprimés         | Exprimés    | Exprimés    | 5 257        | 95,34        | 5 572       | 96,43       |

### Canton de Rethel
| Candidats            | Candidats                   | Partis      | Partis      | Premier tour | Premier tour | Second tour | Second tour |
| Candidats            | Candidats                   | Partis      | Partis      | Voix         | %            | Voix        | %           |
| -------------------- | --------------------------- | ----------- | ----------- | ------------ | ------------ | ----------- | ----------- |
| 1                    | Joseph Afribo*              |             | UMP         | 1 674        | 35,83        | 2 402       | 57,35       |
| 1                    | Michèle Larange-Lozano Rios |             | UMP         | 1 674        | 35,83        | 2 402       | 57,35       |
| 2                    | Marie-Ange Delaire          |             | FN          | 1 089        | 23,31        |             |             |
| 2                    | Pascal Lagrange             |             | FN          | 1 089        | 23,31        |             |             |
| 3                    | Jean-Michel Deloche         |             | DVG         | 515          | 11,02        |             |             |
| 3                    | Colette Lavigne             |             | DVG         | 515          | 11,02        |             |             |
| 4                    | Sylvette Carre              |             | DVD         | 1 394        | 29,84        | 1 786       | 42,65       |
| 4                    | Guy Deramaix                |             | DVD         | 1 394        | 29,84        | 1 786       | 42,65       |
|                      |                             |             |             |              |              |             |             |
| Inscrits             | Inscrits                    | Inscrits    | Inscrits    | 9 565        | 100,00       | 9 565       | 100,00      |
| Abstentions          | Abstentions                 | Abstentions | Abstentions | 4 721        | 49,36        | 4 932       | 51,56       |
| Votants              | Votants                     | Votants     | Votants     | 4 844        | 50,64        | 4 633       | 48,44       |
| Blancs               | Blancs                      | Blancs      | Blancs      | 113          | 2,33         | 294         | 6,35        |
| Nuls                 | Nuls                        | Nuls        | Nuls        | 59           | 1,22         | 151         | 3,26        |
| Exprimés             | Exprimés                    | Exprimés    | Exprimés    | 4 672        | 96,45        | 4 188       | 90,39       |
| * conseiller sortant |                             |             |             |              |              |             |             |

### Canton de Revin
| Candidats            | Candidats          | Partis      | Partis      | Premier tour | Premier tour | Second tour | Second tour |
| Candidats            | Candidats          | Partis      | Partis      | Voix         | %            | Voix        | %           |
| -------------------- | ------------------ | ----------- | ----------- | ------------ | ------------ | ----------- | ----------- |
| 1                    | Ingrid Lempereur   |             | PCF         | 275          | 6,24         |             |             |
| 1                    | Igor Nivelet       |             | FG          | 275          | 6,24         |             |             |
| 2                    | Dominique Ruelle*  |             | PS          | 1 911        | 43,39        | 2 731       | 66,45       |
| 2                    | Benoît Sonnet      |             | PS          | 1 911        | 43,39        | 2 731       | 66,45       |
| 3                    | Anaïs-Jeanne Mater |             | FN          | 1 116        | 25,34        | 1 379       | 33,55       |
| 3                    | Corentin Noizet    |             | FN          | 1 116        | 25,34        | 1 379       | 33,55       |
| 4                    | Brigitte Dumon     |             | UMP         | 1 102        | 25,02        |             |             |
| 4                    | Mario Iglesias     |             | UMP         | 1 102        | 25,02        |             |             |
|                      |                    |             |             |              |              |             |             |
| Inscrits             | Inscrits           | Inscrits    | Inscrits    | 9 764        | 100,00       | 9 764       | 100,00      |
| Abstentions          | Abstentions        | Abstentions | Abstentions | 5 203        | 53,29        | 5 381       | 55,11       |
| Votants              | Votants            | Votants     | Votants     | 4 561        | 46,71        | 4 383       | 44,89       |
| Blancs               | Blancs             | Blancs      | Blancs      | 81           | 1,78         | 159         | 3,63        |
| Nuls                 | Nuls               | Nuls        | Nuls        | 76           | 1,67         | 114         | 2,6         |
| Exprimés             | Exprimés           | Exprimés    | Exprimés    | 4 404        | 96,56        | 4 110       | 93,77       |
| * conseiller sortant |                    |             |             |              |              |             |             |

### Canton de Rocroi
| Candidats   | Candidats      | Partis      | Partis      | Premier tour | Premier tour | Second tour | Second tour |
| Candidats   | Candidats      | Partis      | Partis      | Voix         | %            | Voix        | %           |
| ----------- | -------------- | ----------- | ----------- | ------------ | ------------ | ----------- | ----------- |
| 1           | Noëlle Devie   |             | UMP         | 2 501        | 48,39        | 3 059       | 58,75       |
| 1           | Benoît Huré    |             | UMP         | 2 501        | 48,39        | 3 059       | 58,75       |
| 2           | Jean Binet     |             | FN          | 2 006        | 38,82        | 2 148       | 41,25       |
| 2           | Noémie Clément |             | FN          | 2 006        | 38,82        | 2 148       | 41,25       |
| 3           | Sylvette Cieur |             | PCF         | 661          | 12,79        |             |             |
| 3           | Jean Duterte   |             | PCF         | 661          | 12,79        |             |             |
|             |                |             |             |              |              |             |             |
| Inscrits    | Inscrits       | Inscrits    | Inscrits    | 11 224       | 100,00       | 11 225      | 100,00      |
| Abstentions | Abstentions    | Abstentions | Abstentions | 5 773        | 51,43        | 5 632       | 50,17       |
| Votants     | Votants        | Votants     | Votants     | 5 451        | 48,57        | 5 593       | 49,83       |
| Blancs      | Blancs         | Blancs      | Blancs      | 209          | 3,83         | 250         | 4,47        |
| Nuls        | Nuls           | Nuls        | Nuls        | 74           | 1,36         | 136         | 2,43        |
| Exprimés    | Exprimés       | Exprimés    | Exprimés    | 5 168        | 94,81        | 5 207       | 93,1        |

### Canton de Sedan-1
| Candidats   | Candidats             | Partis      | Partis      | Premier tour | Premier tour | Second tour | Second tour |
| Candidats   | Candidats             | Partis      | Partis      | Voix         | %            | Voix        | %           |
| ----------- | --------------------- | ----------- | ----------- | ------------ | ------------ | ----------- | ----------- |
| 1           | Amélie Lesage         |             | FN          | 1 483        | 34,04        | 1 545       | 38,7        |
| 1           | Jérôme Ptak           |             | FN          | 1 483        | 34,04        | 1 545       | 38,7        |
| 2           | Monique Hucorne       |             | PS          | 1 029        | 23,62        |             |             |
| 2           | Jean-Claude Jablonski |             | PS          | 1 029        | 23,62        |             |             |
| 3           | Jean Godard           |             | UMP         | 1 611        | 36,97        | 2 447       | 61,3        |
| 3           | Evelyne Welter        |             | UDI         | 1 611        | 36,97        | 2 447       | 61,3        |
| 4           | Roger Depernet        |             | PCF         | 234          | 5,37         |             |             |
| 4           | Régine Henry          |             | PCF         | 234          | 5,37         |             |             |
|             |                       |             |             |              |              |             |             |
| Inscrits    | Inscrits              | Inscrits    | Inscrits    | 10 013       | 100,00       | 10 014      | 100,00      |
| Abstentions | Abstentions           | Abstentions | Abstentions | 5 492        | 54,85        | 5 652       | 56,44       |
| Votants     | Votants               | Votants     | Votants     | 4 521        | 45,15        | 4 362       | 43,56       |
| Blancs      | Blancs                | Blancs      | Blancs      | 110          | 2,43         | 249         | 5,71        |
| Nuls        | Nuls                  | Nuls        | Nuls        | 54           | 1,19         | 121         | 2,77        |
| Exprimés    | Exprimés              | Exprimés    | Exprimés    | 4 357        | 96,37        | 3 992       | 91,52       |

### Canton de Sedan-2
| Candidats            | Candidats        | Partis      | Partis      | Premier tour | Premier tour | Second tour | Second tour |
| Candidats            | Candidats        | Partis      | Partis      | Voix         | %            | Voix        | %           |
| -------------------- | ---------------- | ----------- | ----------- | ------------ | ------------ | ----------- | ----------- |
| 1                    | Jonathan Joffrin |             | PCF         | 156          | 4,50         |             |             |
| 1                    | Thérèse Lukas    |             | PCF         | 156          | 4,50         |             |             |
| 2                    | André Godin      |             | DVG         | 1 108        | 32,00        | 1 326       | 35,5        |
| 2                    | Rachelle Louis * |             | DVG         | 1 108        | 32,00        | 1 326       | 35,5        |
| 3                    | Amandine Blomme  |             | FN          | 1 043        | 30,12        | 991         | 26,53       |
| 3                    | Rémy Zweifel     |             | FN          | 1 043        | 30,12        | 991         | 26,53       |
| 4                    | Anne Dumay       |             | UMP         | 1 156        | 33,38        | 1 418       | 37,97       |
| 4                    | Thierry Maljean  |             | UMP         | 1 156        | 33,38        | 1 418       | 37,97       |
|                      |                  |             |             |              |              |             |             |
| Inscrits             | Inscrits         | Inscrits    | Inscrits    | 8 029        | 100,00       | 8 026       | 100,00      |
| Abstentions          | Abstentions      | Abstentions | Abstentions | 4 394        | 54,73        | 4 168       | 51,93       |
| Votants              | Votants          | Votants     | Votants     | 3 635        | 45,27        | 3 858       | 48,07       |
| Blancs               | Blancs           | Blancs      | Blancs      | 104          | 2,86         | 64          | 1,66        |
| Nuls                 | Nuls             | Nuls        | Nuls        | 68           | 1,87         | 59          | 1,53        |
| Exprimés             | Exprimés         | Exprimés    | Exprimés    | 3 463        | 95,27        | 3 735       | 96,81       |
| * conseiller sortant |                  |             |             |              |              |             |             |

### Canton de Sedan-3
| Candidats   | Candidats           | Partis      | Partis      | Premier tour | Premier tour | Second tour | Second tour |
| Candidats   | Candidats           | Partis      | Partis      | Voix         | %            | Voix        | %           |
| ----------- | ------------------- | ----------- | ----------- | ------------ | ------------ | ----------- | ----------- |
| 1           | Emmanuel Jacquemin  |             | EÉLV        | 341          | 9,16         |             |             |
| 1           | Claudette Moraine   |             | FG          | 341          | 9,16         |             |             |
| 2           | Odile Berteloodt    |             | UMP         | 1 430        | 39,23        | 2 212       | 64,34       |
| 2           | André Drouard       |             | UMP         | 1 430        | 39,23        | 2 212       | 64,34       |
| 3           | Christelle Choisy   |             | FN          | 1 159        | 31,15        | 1 226       | 35,66       |
| 3           | Éric Samyn          |             | FN          | 1 159        | 31,15        | 1 226       | 35,66       |
| 4           | Marie-Inés Silicani |             | PS          | 735          | 19,75        |             |             |
| 4           | Maxime Villa        |             | PS          | 735          | 19,75        |             |             |
|             |                     |             |             |              |              |             |             |
| Inscrits    | Inscrits            | Inscrits    | Inscrits    | 8 676        | 100,00       | 8 676       | 100,00      |
| Abstentions | Abstentions         | Abstentions | Abstentions | 4 859        | 56,01        | 4 881       | 56,26       |
| Votants     | Votants             | Votants     | Votants     | 3 817        | 43,99        | 3 795       | 43,74       |
| Blancs      | Blancs              | Blancs      | Blancs      | 117          | 3,07         | 259         | 6,82        |
| Nuls        | Nuls                | Nuls        | Nuls        | 55           | 1,44         | 98          | 2,58        |
| Exprimés    | Exprimés            | Exprimés    | Exprimés    | 3 645        | 95,49        | 3 438       | 90,59       |

### Canton de Signy-l'Abbaye
| Candidats            | Candidats         | Partis      | Partis      | Premier tour | Premier tour | Second tour | Second tour |
| Candidats            | Candidats         | Partis      | Partis      | Voix         | %            | Voix        | %           |
| -------------------- | ----------------- | ----------- | ----------- | ------------ | ------------ | ----------- | ----------- |
| 1                    | Astrid Dizy       |             | PCF         | 811          | 13,15        |             |             |
| 1                    | Fabien Tombois    |             | PCF         | 811          | 13,15        |             |             |
| 2                    | Patrick Demorgny* |             | UMP         | 2 952        | 47,88        | 3 541       | 58,77       |
| 2                    | Élisabeth Faille  |             | UMP         | 2 952        | 47,88        | 3 541       | 58,77       |
| 3                    | Pamela Berteaux   |             | FN          | 2 403        | 38,97        | 2 484       | 41,23       |
| 3                    | Jérémy Singery    |             | FN          | 2 403        | 38,97        | 2 484       | 41,23       |
|                      |                   |             |             |              |              |             |             |
| Inscrits             | Inscrits          | Inscrits    | Inscrits    | 11 963       | 100,00       | 11 932      | 100,00      |
| Abstentions          | Abstentions       | Abstentions | Abstentions | 5 337        | 44,61        | 5 342       | 44,77       |
| Votants              | Votants           | Votants     | Votants     | 6 626        | 55,39        | 6 590       | 55,23       |
| Blancs               | Blancs            | Blancs      | Blancs      | 337          | 5,09         | 436         | 6,62        |
| Nuls                 | Nuls              | Nuls        | Nuls        | 123          | 1,86         | 129         | 1,96        |
| Exprimés             | Exprimés          | Exprimés    | Exprimés    | 6 166        | 93,06        | 6 025       | 91,43       |
| * conseiller sortant |                   |             |             |              |              |             |             |

### Canton de Villers-Semeuse
| Candidats   | Candidats              | Partis      | Partis      | Premier tour | Premier tour | Second tour | Second tour |
| Candidats   | Candidats              | Partis      | Partis      | Voix         | %            | Voix        | %           |
| ----------- | ---------------------- | ----------- | ----------- | ------------ | ------------ | ----------- | ----------- |
| 1           | Marie-France Coquin    |             | FN          | 1 567        | 30,04        | 1 699       | 31,42       |
| 1           | Gabriel Despas         |             | FN          | 1 567        | 30,04        | 1 699       | 31,42       |
| 2           | Laurent Forget         |             | DVD         | 1 292        | 24,77        |             |             |
| 2           | Sylviane Hennechart    |             | DVD         | 1 292        | 24,77        |             |             |
| 3           | Jérémy Dupuy           |             | DVG         | 1 369        | 26,24        | 2 982       | 59,18       |
| 3           | Dominique Nicolas-Viot |             | DVG         | 1 369        | 26,24        | 2 982       | 59,18       |
| 4           | Philippe Decobert      |             | DVG         | 710          | 13,61        |             |             |
| 4           | Sophie Santerre        |             | DVG         | 710          | 13,61        |             |             |
| 5           | Séverine Maget         |             | PCF         | 279          | 5,35         |             |             |
| 5           | Franck Tuot            |             | PCF         | 279          | 5,35         |             |             |
|             |                        |             |             |              |              |             |             |
| Inscrits    | Inscrits               | Inscrits    | Inscrits    | 10 695       | 100,00       | 10 695      | 100,00      |
| Abstentions | Abstentions            | Abstentions | Abstentions | 5 244        | 49,03        | 5 215       | 48,76       |
| Votants     | Votants                | Votants     | Votants     | 5 451        | 50,97        | 5 480       | 51,24       |
| Blancs      | Blancs                 | Blancs      | Blancs      | 164          | 3,01         | 323         | 5,89        |
| Nuls        | Nuls                   | Nuls        | Nuls        | 70           | 1,28         | 118         | 2,15        |
| Exprimés    | Exprimés               | Exprimés    | Exprimés    | 5 217        | 95,71        | 5 039       | 91,95       |

### Canton de Vouziers
| Candidats            | Candidats                    | Partis      | Partis      | Premier tour | Premier tour | Second tour | Second tour |
| Candidats            | Candidats                    | Partis      | Partis      | Voix         | %            | Voix        | %           |
| -------------------- | ---------------------------- | ----------- | ----------- | ------------ | ------------ | ----------- | ----------- |
| 1                    | Gauthier Le Scaon            |             | FN          | 1 364        | 25,86        | 1 373       | 25,39       |
| 1                    | Chantal Taioli               |             | FN          | 1 364        | 25,86        | 1 373       | 25,39       |
| 2                    | Geneviève de Rubeis          |             | SE          | 612          | 11,60        |             |             |
| 2                    | Pierre Potron                |             | SE          | 612          | 11,60        |             |             |
| 3                    | Yann Dugard                  |             | DVD         | 1 978        | 37,5         | 2 336       | 43,2        |
| 3                    | Anne Fraipont                |             | DVD         | 1 978        | 37,5         | 2 336       | 43,2        |
| 4                    | Frédéric Courvoisier-Clément |             | DVG         | 1 320        | 25,03        | 1 699       | 31,42       |
| 4                    | Véronique Duru*              |             | DVG         | 1 320        | 25,03        | 1 699       | 31,42       |
|                      |                              |             |             |              |              |             |             |
| Inscrits             | Inscrits                     | Inscrits    | Inscrits    | 9 820        | 100,00       | 9 732       | 100,00      |
| Abstentions          | Abstentions                  | Abstentions | Abstentions | 4 314        | 43,93        | 4 096       | 42,09       |
| Votants              | Votants                      | Votants     | Votants     | 5 506        | 56,07        | 5 636       | 57,91       |
| Blancs               | Blancs                       | Blancs      | Blancs      | 170          | 3,09         | 181         | 3,21        |
| Nuls                 | Nuls                         | Nuls        | Nuls        | 62           | 1,13         | 47          | 0,83        |
| Exprimés             | Exprimés                     | Exprimés    | Exprimés    | 5 274        | 95,79        | 5 408       | 95,95       |
| * conseiller sortant |                              |             |             |              |              |             |             |